# Grotell (cratère)
Grotell est un cratère d'impact présent sur la surface de Mercure. 
Le cratère fut ainsi nommé par l'Union astronomique internationale en 2012 en hommage à la céramiste finno-américaine Maija Grotell. 
Son diamètre est de 48,25 km. Il se situe dans le quadrangle de Borealis (quadrangle H-1) de Mercure.